# Spy Kids: All the Time in the World
Spy Kids: All the Time in the World (bra: Pequenos Espiões 4; prt: Spy Kids 4D - Todo o Tempo do Mundo) é um filme estadunidense de 2011, dos gêneros aventura, comédia, ação e espionagem, dirigido, escrito e musicado por Robert Rodriguez.
É o quarto filme da série Spy Kids.

## Sinopse
No filme, Rebecca (Rowan Blanchard) e Cecil (Mason Cook) são dois irmãos comuns e que quase não veem o pai - que leva uma vida corrida! Ele trabalha como "caçador de espiões", mas mesmo estando relacionado à essa profissão ele não percebe que sua própria esposa é uma espiã. Marissa (Jessica Alba) é uma ex-espiã que, por sua recente gravidez, desiste do trabalho, mas nunca deixou de proteger sua família. Ao casar-se com Wilbur (Joel McHale) - o pai das crianças - ela constrói uma rede de segurança sob a casa em que as crianças ficam sabendo de sua verdadeira identidade. Rebecca e Marissa não se dão bem e, para se desculpar com a menina, Marissa lhe dá uma joia que sua mãe lhe deu. E é por essa joia que a história começa.

## Elenco
- Jessica Alba .... Marissa Cortez Wilson
- Alexa Vega .... Carmen Cortez
- Antonio Banderas .... Gregorio Cortez
- Danny Trejo .... Machete
- Jeremy Piven .... Senhor do Tempo
- Daryl Sabara .... Juni Cortez
- Ricky Gervais .... argonauta (voz)
- Joel McHale .... Wilbur Wilson
- Mason Cook .... Cecil Wilson
- Rowan Blanchard .... Rebecca
- Melissa Cordero .... -
- Tiger Darrow .... -
- Frank Welker .... animais (voz)
- Chuck Cureau .... âncora
- Angela Lanza .... agente da OSS
- Dalton E. Gray .... estudante

## Recepção
As pesquisas do CinemaScore informaram que a nota média que os espectadores atribuíram ao filme foi "B+" em uma escala de A+ a F.
No consenso do agregador de críticas Rotten Tomatoes diz: "Carregado por um enredo rotineiro e humor escatológico sem graça, (...) sugere que a franquia Spy Kids seguiu seu curso". Na pontuação onde a equipe do site categoriza as opiniões da grande mídia e da mídia independente apenas como positivas ou negativas, o filme tem um índice de aprovação de 23% calculado com base em 61 comentários dos críticos. Por comparação, com as mesmas opiniões sendo calculadas usando uma média aritmética ponderada, a nota alcançada é 3,9/10.
Em outro agregador, o Metacritic, que calcula as notas das opiniões usando somente uma média aritmética ponderada de determinados veículos de comunicação em maior parte da grande mídia, tem uma pontuação de 37/100, alcançada com base em 13 avaliações da imprensa anexadas no site, com a indicação de "revisões geralmente desfavoráveis".

## DVDs
O filme foi lançado em DVD, blu-ray e um combo com DVD + Blu-Ray + Digital Copy em 22 de novembro de 2011.